# Cafiero (nome)
Cafiero  è un nome proprio di persona italiano maschile.

## Varianti
- Maschili: Caffiero, Calfiero
  - Ipocoristici: Fiero[2]
- Femminili: Cafiera

## Origine e diffusione

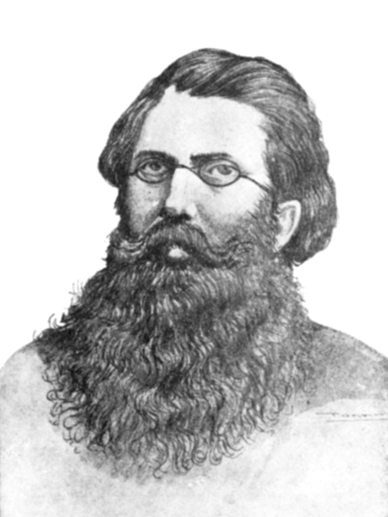
Carlo Cafiero

È un nome di chiara matrice ideologica, adottato in onore del rivoluzionario e anarchico Carlo Cafiero; il suo cognome derivava dall'arabo كافر (kāfir), indicante una persona non musulmana.

## Onomastico
Nessun santo porta questo nome, che quindi è adespota; l'onomastico ricorre il 1º novembre, giorno di Ognissanti.

## Persone
- Cafiero Filippelli, pittore italiano